# Вендола, Ники
Никола Вендола (псевдоним Ники; итал. Nichi Vendola, род. 26 августа 1958, Бари) — итальянский политик, глава Области Апулии (2005—2015).

## Политическая карьера
С 14-летнего возраста состоял в молодёжной организации Итальянской коммунистической партии. Окончил филологический факультет Университета Бари, защитив дипломную работу о творчестве Пьера Паоло Пазолини. В 1978 г. совершил каминг-аут как открытый гей, после чего на протяжении многих лет принимал активное участие в деятельности итальянской ЛГБТ-организации Arcigay. Эта активность Вендолы привела к скандалу в 1987 году, когда посетивший Италию первый заместитель главного редактора «Комсомольской правды», Юрий Совцов, в ответ на вопрос журналиста о его отношении к гей-активисту в коммунистическом руководстве, заявил о своём отвращении; официальный орган ИКП, газета L'Unità, отреагировала возмущённой статьёй. В том же году Вендола впервые баллотировался в итальянский парламент, но неудачно. В 1990 году он был избран в состав Центрального комитета Итальянской коммунистической партии.
После раскола Итальянской коммунистической партии в 1991 году Вендола вступил в Партию коммунистического возрождения и был среди создателей её печатного органа, еженедельника Liberazione. В 1992 году он впервые был избран в Палату депутатов Италии и сохранял депутатский мандат до 2005 года. С 1994 года он работал в составе парламентской комиссии по борьбе с мафией, с 1996 года был заместителем председателя комиссии.
В 2005 году Вендола выиграл региональные выборы в итальянской области Апулия, откуда он родом, опередив на 0,6 % действовавшего губернатора Раффаэле Фитто, представителя коалиции Дом свобод, возглавляемой Сильвио Берлускони. В 2010 году был переизбран на тот же пост, опередив другого правого кандидата уже на 6,5 %.
В 2008 году многолетние трения Вендолы с более умеренным лидером Партии коммунистического возрождения, Паоло Ферреро, привели к его выходу из партии вместе с группой сторонников. В том же году Вендола возглавил новую политическую коалицию «Левые и свобода» (позднее — «Левые экология свобода», итал. Sinistra Ecologia Libertà), преобразованную затем в единую партию. Эта партия, в частности, была одной из важнейших движущих сил, организовавших победу Джулиано Пизапиа на выборах мэра Милана в 2011 году. По итогам Парламентских выборов 2013 года партийный список «Левые экология свобода», во главе с Вендолой, получил 37 мест в Палате депутатов и 7 мест в Сенате Италии, однако сам Вендола отказался от депутатского мандата, оставшись во главе Апулии.
31 мая 2015 года ЛЭС проиграла региональные выборы в Апулии Демократической партии, и новым губернатором стал Микеле Эмилиано, заручившийся поддержкой 47,12 % избирателей.
17 декабря 2016 года принято решение о реорганизации ЛЭС, посредством её слияния с новой партией, «Итальянские левые».
19 февраля 2017 года состоялся учредительный съезд «Итальянских левых», на котором лидером партии был избран Никола Фратоянни.

### Дело компании Ilva
31 мая 2021 года по завершении процесса, в ходе которого за пять лет состоялось более 300 слушаний, приговорён судом первой инстанции в Таранто к трём с половиной годам тюремного заключения по делу об экологических преступлениях на крупнейшем в Европе сталелитейном предприятии компании Ilva.

## Гомофобные оскорбления
Во время своей политической карьеры он получил множество оскорблений, связанных с его гомосексуализмом. В 2012 году он был оскорблен министром Феррары Демократической партии Луиджи Мараттины. В октябре 2013 года Алессандро Морелли, лидер Lega Nord в муниципалитете Милана, опубликовал изображение Вендолы на Facebook со словами «гей и педофил». На следующий день Морелли извинился.

## Личная жизнь
Вендола живет со своим партнером Эдвардом" Эд " Тестой с 2004 года. В 2016 году пара использовала суррогатное материнство в Калифорнии, чтобы родить ребенка, Тобия Антонио. Вендола так же является поэтом: некоторые его стихи собраны в книгу под названием l’ultimo mare («последнее море»). Его фигура вдохновила на биографический фильм, Ники.
17 октября 2018 года у Вендолы случился сердечный приступ, в связи с этим ему установили стент в Римской больнице Джемелли.